# Darío Olmo
Darío Mariano Olmo (La Plata, provincia de Buenos Aires; 21 de julio de 1957) es un antropólogo argentino, miembro fundador e investigador del Equipo Argentino de Antropología Forense (EAAF). Es licenciado en Antropología por la Universidad Nacional de La Plata y Doctor Honoris Causa de la Universidad Nacional de La Plata.

## Biografía
Licenciado en Antropología y profesor titular de la Universidad Nacional de Córdoba. Miembro fundador e investigador del Equipo Argentino de Antropología Forense entre 1985 y 2015, donde ejerció la Presidencia entre 1997 y 2003.
Como integrante del EAAF investigó en casi todos los países de Sudamérica, así como Panamá, Honduras, Guatemala, Kosovo y Congo. Ha dictado clases y cursos en Colombia, Honduras, México, Inglaterra, Paraguay, Perú, Francia o España. Fue uno de los impulsores de la creación de la carrera de Antropología de la Universidad Nacional de Córdoba. También ha ocupados cargos el de Subsecretario de Derechos Humanos de la Provincia de Córdoba.
Participó en la recuperación e identificación del Che Guevara en Bolivia, de la exhumación  del cuerpo  de Laura, la hija de Estela de Carlotto, en la ciudad de La Plata. Se mudó a Córdoba en 2002, cuando empezaron los trabajos en las fosas comunes del cementerio San Vicente, se radicó en Salsipuedes y participó de la identificación de los restos del brigadier Juan Bautista Bustos.
Actualmente es Profesor Titular en la cátedra Antropología Forense y Profesor Adjunto a Cargo de la cátedra Taller de Trabajo de Campo Área Bioantropología de la Licenciatura en Antropología (FFyH, UNC).  Dirigió el Departamento de Antropología de la Facultad de Filosofía y Humanidades de la Universidad Nacional de Córdoba entre 2009 y 2015. Posee experiencia docente en cárceles (Programa Universitario en la Cárcel, PUC, UNC) y para adultos mayores (CEPRAM,Córdoba). Además, fue Subsecretario de Derechos Humanos de la Provincia de Córdoba entre 2008 y 2017. También ejerció como Director del Centro Universitario de Estudios Sociales, Universidad Provincial de Córdoba entre 2017 y 2021.

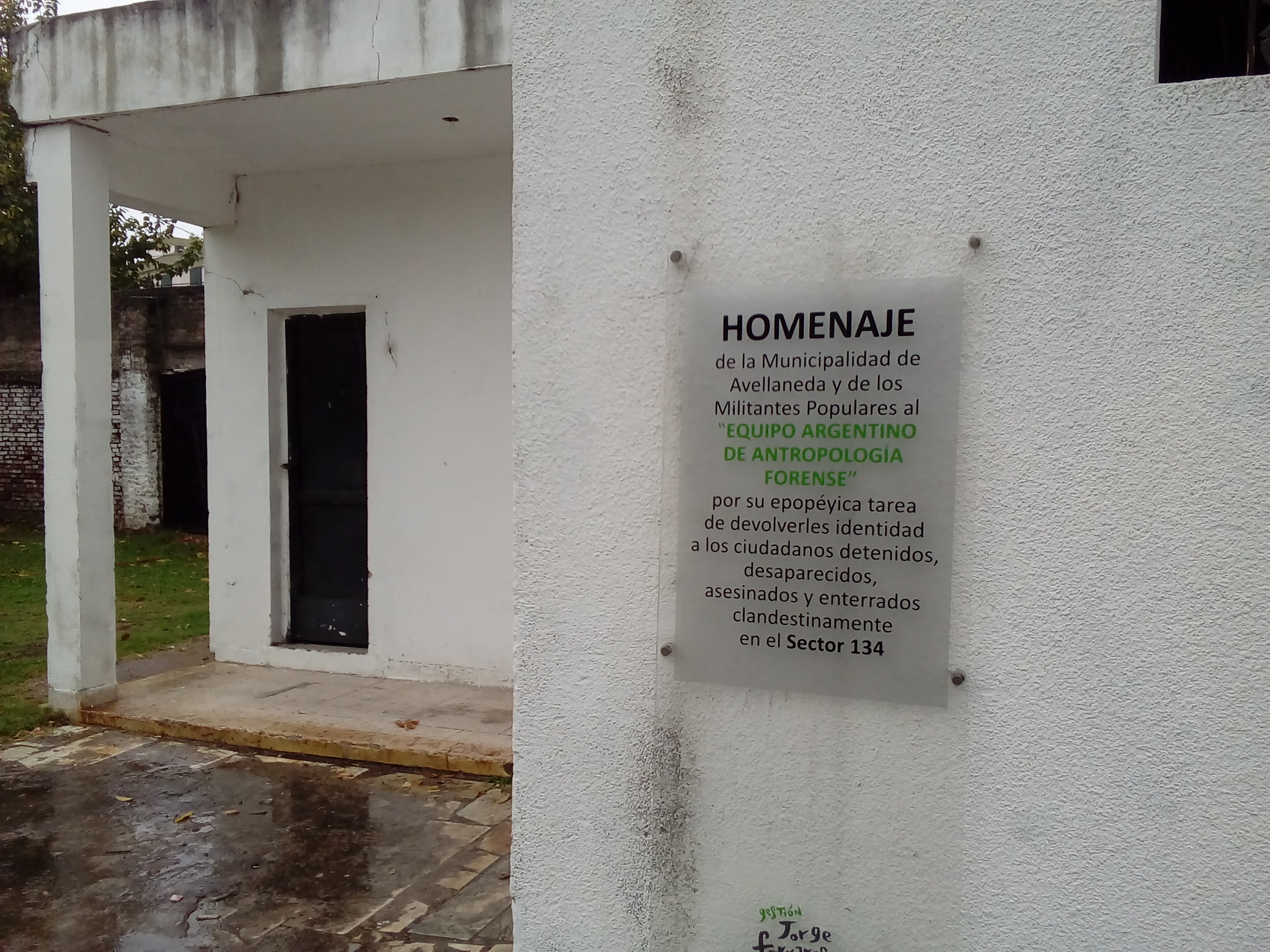
Placa homenaje al Equipo Argentino de Antropología Forense en el Sector 134 del Cementerio de Avellaneada.

### Reconocimientos
- En 2015, la Universidad Nacional de La Plata lo distinguió con el título, Doctor Honoris Causa junto con Anahí Ginarte, también miembro del EAAF.[2]
- Premio Konex 2016: Arqueología y Antropología.[1]
- En 2004 fue declarado Ciudadano Ilustre de Córdoba, Premio Jerónimo Luis de Cabrera.